# Diccionario histórico, biográfico, crítico y bibliográfico de autores, artistas y extremeños ilustres
El Diccionario histórico, biográfico, crítico y bibliográfico de autores, artistas y extremeños ilustres es una obra del pacense Nicolás Díaz y Pérez, publicada en dos tomos entre 1884 y 1885.

## Descripción
| «Escribir un Diccionario de hombres célebres para una region donde nada se lee, ni se aprecia en todo lo que en sí valen los hombres grandes que dan fama y esplendor á la patria que les vió nacer, no es empresa fácil, pero la hace de todo punto imposible tratándose del pueblo extremeño, de suyo apático y poco cuidadoso de sus glorias pasadas» —Díaz y Pérez, en la introducción al primer tomo |

La obra, a la que el autor dedicó veinte años de trabajo, está dividida en dos tomos, que vieron la luz en 1884 y 1885. El primero fue dado a la imprenta en Madrid el 24 de abril de 1884, y, como el segundo, está precedido de un prólogo escrito por Francisco Cañamaque, periodista y escritor, además de diputado a Cortes, e incluye también unas noticias acerca de Díaz y Pérez, a cargo de Fernando de Gabriel y Ruiz de Apodaca. «No sé, en verdad, qué aplaudir primeramente en este libro, si el trabajo de investigacion que representa, si el estudio incansable que supone, si la perseverancia en acometerlo ó la fortuna en acabarlo», señala Cañamaque, mientras que Gabriel y Ruiz de Apodaca se refiere a la obra como «homenaje rendido [...] á la gloriosa provincia de Extremadura por su hijo amantísimo».
Díaz y Pérez, cronista de la región, dedica la obra a las diputaciones provinciales de Badajoz y Cáceres «en testimonio del amor que profesa á Extremadura, su querida patria nativa». Recoge alrededor de dos mil «noticias biográficas y bibliográficas» de «hombres célebres» extremeños, con especial atención a escritores y artistas, aunque también hay reseñas de abogados, publicistas, religiosos, políticos, aristócratas y marineros, entre otras dedicaciones. El diccionario fue recibido con buenos ojos por la crítica del momento, y se dijo de él que era «notable bajo todos los efectos». Es considerado por Carmen Poyán Rasilla como «una de sus obras más interesantes».